# Lori Barbero
Lori Barbero (Minneapolis, 27 de novembro de 1961) é uma musicista americana, que atua como baterista na banda de Babes in Toyland, formada em Minneapolis, Minnesota. Em seguida, tocou bateria para as bandas Eggtwist e Koalas.

## Biografia
Barbero nasceu em Minneapolis, Minnesota. Aos quatorze anos, seu pai mudou-se com a família para a cidade de Nova York, onde cursou o ensino médio, formando-se em 1978. Após o ensino médio, Barbero mudou-se para Key West, Flórida, antes de retornar a Minneapolis.
Antes do Babes in Toyland, Barbero saiu da Universidade de Minnesota e trabalhou como garçonete. Ela não tocava nenhum instrumento musical antes, mas sempre quis aprender a tocar bateria, e ela fez isso quando Kat Bjelland a convidou para começar uma banda com ela. Após a dissolução do Babes em Toyland no início dos anos 2000, Barbero trabalhou como gerente de música.
Lori contribuiu para um zine chamado After Grrrl (Small Stories From Big Lives) em 2015. O zine incluiu histórias de muitos artistas, ícones e fabricantes de gostos influentes, incluindo Allison Wolfe, Camille Rose Garcia, Tara McPherson, Kelly Osbourne, Bonnie Burton, Remy Holwick, Jessicka, Janine Jarman e muitos outros.